# Râul Valea Mare, Șușița
Râul Valea Mare este un curs de apă, afluent al râului Șușița. 